# Ferdinand Schmidt (Fotograf)

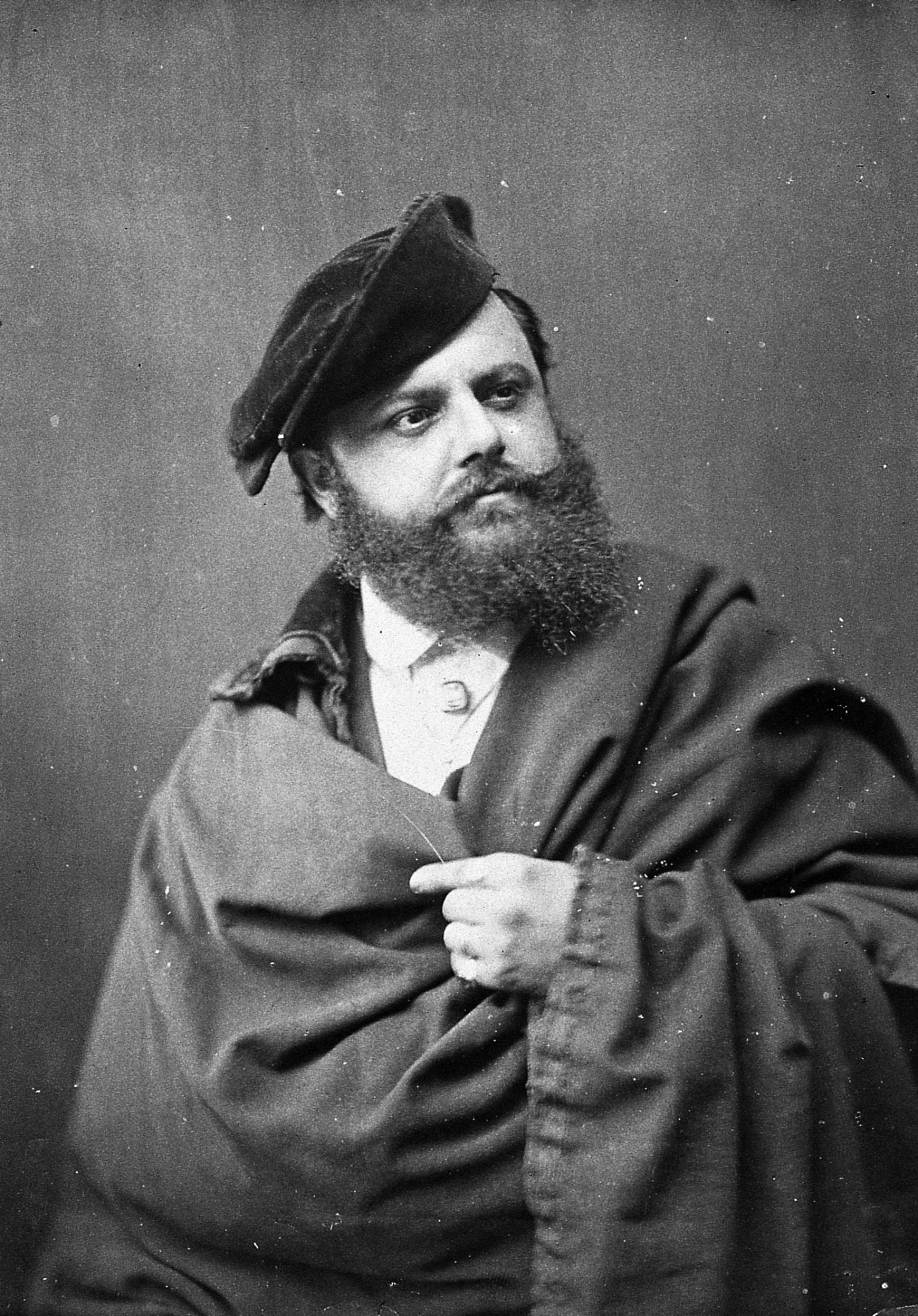
Ferdinand Schmidt im Jahr 1895

Ferdinand Schmidt (* 19. Juni 1840 in Nürnberg; † 22. August 1909 ebenda) war der wohl bedeutendste Architekturfotograf um 1900 in Nürnberg. Anlässlich des Nürnberger Stadtjubiläums wurde mit Nachdruck auf Ferdinand Schmidts Schaffen hingewiesen.

## Leben

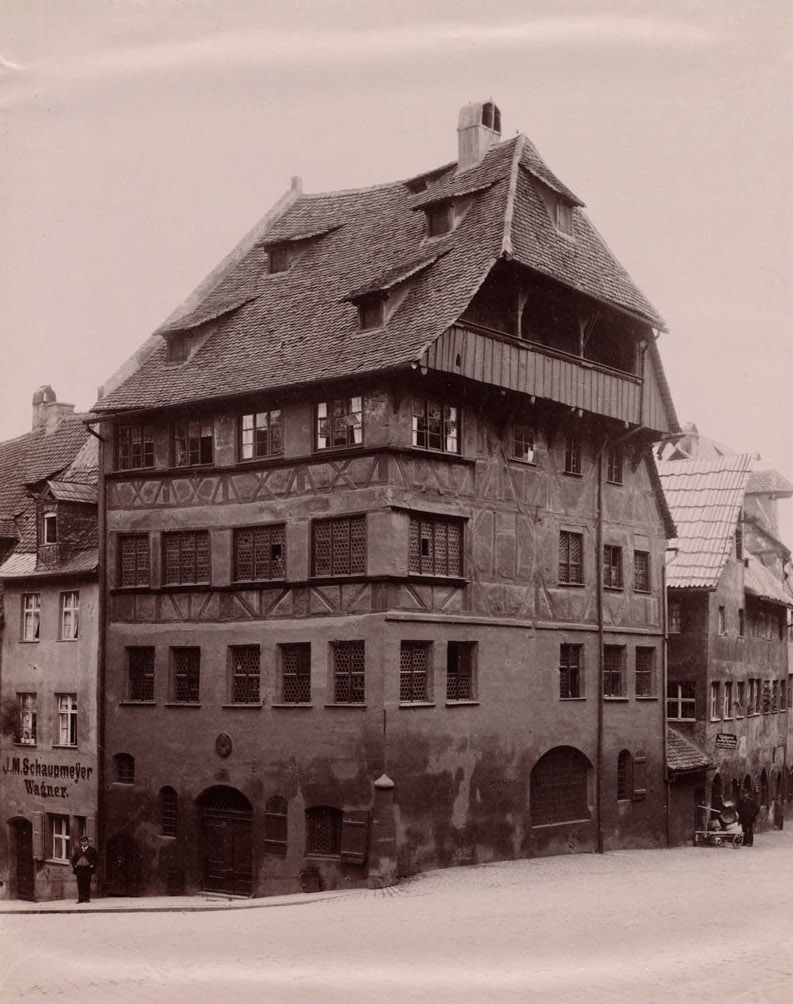
Foto des Albrecht-Dürer-Haus von Ferdinand Schmidt

Ferdinand Schmidt wird 1840 als Sohn des Portraitmalers und Fotografen Georg Schmidt (1811–1867) geboren. Ab ca. 1860 arbeitet er im väterlichen Photographischen Atelier in Nürnberg mit. 1867 schließt er eine Ausbildung als Schlossermeister bei Wilhelm Stich in der Tetzelgasse 43 in Nürnberg ab. Seine erste Frau, die Bäckerstochter Anna Margarethe Kurz, heiratet Schmidt am 12. Mai 1867. Nach dem Tod des Vaters 1867 übernimmt Ferdinand Schmidt dessen Atelier im Oktober desselben Jahres. Zwei Monate darauf erwirbt er offiziell die Lizenz des Fotografengewerbes. 1881 stellt er Michael Stich, den Sohn seines Ausbilders Wilhelm Stich, als Gehilfen an. Nach dem Tod der Ehefrau 1899 heiratet Schmidt am 14. März 1899 Kunigunda Käthe Reichel (1872–ca. 1933). Am 22. August 1909 starb Ferdinand Schmidt nach langer Krankheit. Er wurde auf dem Westlichen Friedhof begraben.

### Das Atelier nach seinem Tod
Nach dem Tod Schmidts 1909 übernimmt Kunigunda (genannt Gunda) Schmidt die Geschäfte des Ateliers zusammen mit dem ehemaligen Gehilfen Michael Stich. Selbigen heiratet Kunigunda am 2. April 1911. Das Atelier nennt sich fortan „M. Stich Firma Ferdinand Schmidt Nürnberg“. Bereits wenige Jahre später am 17. April 1918 stirbt Michael Stich und Kunigunda Stich ist wieder Witwe. Kunigunda muss nun endgültig das Photographische Atelier auflösen. Sie heiratet 1920 den Händler Johann Gundel. Fortan verwaltet sie den Nachlass Ferdinand Schmidts.

## Werkeinschätzung
Ferdinand Schmidt hielt mit einer Vielzahl von topografischen Aufnahmen als einer der ersten das sich rasant verändernde Stadtbild der Stadt Nürnberg mit einer Kamera fest. Seine Arbeiten dokumentieren eindrucksvoll den Wandel vom mittelalterlichen Idyll hin zur industriell geprägten Metropole. Die am stärksten beeindruckenden Bilder liefern drei Serien mit Rundumansichten vom Spittlertorturm aus, auf denen die Altstadt sowie die südwestlichen Vororte zu sehen sind. Im Abstand von jeweils etwa zwei Jahrzehnten entstanden, kann man das Wachstum binnen eines halben Jahrhunderts und damit die architektonischen und städtebaulichen Veränderungen anschaulich und detailliert nachvollziehen. Von Juli bis Oktober 2020 zeigte das Stadtmuseum im Fembo-Haus diese Fotos im Rahmen der Ausstellung „Der weite Blick. Nürnberger Panoramen aus sieben Jahrhunderten“ und erstellte daraus auch interaktive 360° Panoramen.